# Švédská trojka (album)
Švédská trojka je album české rockové hudební skupiny Tři sestry, které vzniklo v roce 1993.

## Písně
Hudbu a texty vytvořily Tři sestry s těmito výjimkami:
8. – hudba Bob Dylan, text Tři sestry.

13. – hudba tradicionál, text Tři sestry

14. – hudba a text Tři sestry a Daniel Landa.
1. Pijánovka
2. Aparát
3. Lidojedi
4. Dechovka
5. Namol pít
6. Česká hospoda
7. Ženy v ohňový zemi
8. Tragédie v JRD Čifárie
9. Balada
10. Představovačka
11. Plesový ráno
12. Maminka
13. Boule
14. Večerníček
15. O melouny boj
16. Metalice II
17. Kovárna III.
18. Dodo a Dude